# Felix Flanegien
Felix Basilio Flanegien (Aruba, 14 september 1944 – aldaar, 22 september 2018) was een Arubaans politicus. Namens de MEP was hij lid van de Eilandsraad van Aruba (1979-1985) en van de opvolger daarvan, de Staten van Aruba (1986-1997). Van 1981 tot 1983 was hij lid van het Bestuurscollege van Aruba en van 1989 tot 1994 voorzitter van de Staten van Aruba.

## Biografie
Na het Colegio Arubano te Aruba en het Radulphus College te Curaçao behaalde Flanegien in 1968 zijn hoofdakte aan de Kweekschool Peter Kanis te Nijmegen. Na terugkeer op Aruba werkte Flanegien enkele jaren als docent. In 1972 werd hij hoofd van het Colegio Ora Ubao te Tanki Leendert. Hij was maatschappelijk actief en bekleedde functies als voorzitter van de afdeling Aruba van de Federatie Antilliaanse Jeugdzorg 1975-1981, lid van het Nationaal Fonds voor Sociale Ontwikkeling (CedeAruba) en voorzitter van de stichting MAVO-Avondopleidingen 1979-1981. Ook was hij oprichter en voorzitter van het eerste buurtcentrum op Aruba (Centro di Bario Noord) 1967-1981.
Zijn eerste stap in de politiek zette Flanegien in 1975. Hij verscheen namens het district Noord als nr. 25 op de MEP-lijst bij de eilandsraadverkiezingen. Hierna nam hij op de MEP-lijst deel aan de eilandsraadverkiezingen van 1979, 1982 en 1983 en de statenverkiezingen van 1985, 1989, 1993 en 1994 met als resultaat dat hij 18 jaren als volksvertegenwoordiger diende. Eerst werd hij lid van de eilandsraad van 1979 tot 1985. Aansluitend na het ingaan van de autonome status van Aruba werd hij lid van de Staten van Aruba van 1986 tot 1997.
Naast zijn lidmaatschap van de eilandsraad werd Flanegien in april 1981 benoemd als de zesde gedeputeerde van het Bestuurscollege van het eilandgebied Aruba. Hij kreeg de portefeuilles van Onderwijs, Volksgezondheid en Voorlichting. Eind september 1983 trad hij af als gedeputeerde en verliet de partij, doch bleef aan als onafhankelijke eilandsraadlid. De MEP-fractie had per brief het vertrouwen in hem opgezegd omdat hij zich onafhankelijk in de raad opstelde en weigerde in te stemmen met een motie tegen gezaghebber Pedro Bislip in verband met het gebeuren op het Winstonveld. Toen de MEP-fractieleden de brief in augustus 1984 introkken, sloot hij zich weer bij de fractie en de partij aan. Van 1989 tot 1994 was hij voorzitter van de Staten.
In 1995 werd Flanegien benoemd tot Ridder in de Orde van de Nederlandse Leeuw. In 2024 werd een straat in de wijk Noord naar hem vernoemd.
John Booi · 
Pedro Bislip · 
Hector Gonzalez · 
Felix Flanegien · 
Marco Christiaans ·
Booshi Wever ·
Eddy Croes · 
Frido Croes · 
Marlon Werleman · 
Rudy Croes · 
Mervin Wyatt-Ras · 
Andy Lee · 
Paul Croes · 
Marisol Lopez-Tromp ·
Mervin Wyatt-Ras ·  
Guillfred Besaril · 
Ady Thijsen ·
Edgard Vrolijk